# Jonathan Rivierez
Jonathan Rivierez, né le 18 mai 1989 au Blanc-Mesnil est un footballeur et entraîneur international martiniquais actuellement au poste d'adjoint à l'US Quevilly Rouen.

## Biographie

### En club
Après être passé par les Chamois niortais où il fait ses débuts en équipe première en National lors de la saison 2008-2009, il fait partie de l'effectif réserve du LOSC durant la saison 2009-2010. 
Il fait sa première apparition avec l'équipe première lors du match de Coupe de France de football contre le SR Colmar en 32e de finales le 23 janvier 2010. Colmar se qualifie face à une équipe "C" du LOSC composée de nombreux joueurs évoluant au sein de la CFA tout comme Jonathan Rivierez. Le résultat se joue aux tirs au but (0-0, 11 tab à 10). Jonathan marque son tir au but lors de ce match.
Après quatre saisons en Ligue 2 au Havre AC, il rejoint en 2014 le FC Metz, champion de Ligue 2 en titre et promu en Ligue 1. Il connaît deux relégations (2015, 2018) et deux montées avec les grenats (2016, 2019). Lors de la saison 2018-2019, il est le délégué syndical de l'UNFP au sein du FC Metz. En fin de contrat, il quitte le club à l'issue de la saison 2018-2019.
Il s'engage le 10 juillet 2019 au SM Caen pour deux saisons. En juin 2021 il prolonge son contrat jusqu'en 2023.
En juillet 2022, à un an de la fin de son contrat au SM Caen, Rvierez est transféré à Bourg-en-Bresse en National. Après deux saisons, dont une reléguation dès la première saison en National 2, il quitte le club et s'engage avec l'équipe réserve de l'US Quevilly en Régional 1.

### En sélection
Le 26 mars 2022, Rivierez fait ses débuts avec la sélection martiniquaise et inscrit son premier but face à la Guadeloupe.

### Reconversion
Après une saison en Régional 1 avec l'équipe réserve de l'US Quevilly, tout en étant en même temps entraineur de l'équipe des moins de 16 ans du club qui termine troisième de R1, il devient entraineur adjoint de l'équipe première.

## Statistiques
| Saison                | Club                  | Championnat           | Championnat | Championnat | Coupe(s) nationale(s) | Coupe(s) nationale(s) | Total | Total |
| Saison                | Club                  | Division              | M.          | B.          | M.                    | B.                    | M.    | B.    |
| 2008-2009             | Chamois niortais      | National              | 23          | 0           | 2                     | 0                     | 25    | 0     |
| 2009–2010             | Lille OSC             | Ligue 1               | 0           | 0           | 1                     | 0                     | 1     | 0     |
| 2010-2011             | Le Havre AC           | Ligue 2               | 34          | 0           | 3                     | 0                     | 37    | 0     |
| 2011-2012             | Le Havre AC           | Ligue 2               | 29          | 0           | 6                     | 0                     | 35    | 0     |
| 2012–2013             | Le Havre AC           | Ligue 2               | 29          | 0           | 4                     | 0                     | 33    | 0     |
| 2013-2014             | Le Havre AC           | Ligue 2               | 25          | 1           | 1                     | 0                     | 26    | 1     |
| Sous-total            | Sous-total            | Sous-total            | 117         | 1           | 14                    | 0                     | 131   | 1     |
| 2014-2015             | FC Metz               | Ligue 1               | 8           | 0           | 5                     | 0                     | 13    | 0     |
| 2015-2016             | FC Metz               | Ligue 2               | 16          | 1           | -                     | -                     | 16    | 1     |
| 2016-2017             | FC Metz               | Ligue 1               | 16          | 0           | 2                     | 0                     | 18    | 0     |
| 2017-2018             | FC Metz               | Ligue 1               | 26          | 0           | 2                     | 0                     | 28    | 0     |
| 2018-2019             | FC Metz               | Ligue 2               | 17          | 0           | 4                     | 0                     | 21    | 0     |
| Sous-total            | Sous-total            | Sous-total            | 83          | 1           | 13                    | 0                     | 96    | 1     |
| 2019-2020             | SM Caen               | Ligue 2               | 28          | 0           | 5                     | 2                     | 33    | 2     |
| 2020-2021             | SM Caen               | Ligue 2               | 31          | 0           | 1                     | 0                     | 32    | 0     |
| 2021-2022             | SM Caen               | Ligue 2               | 22          | 1           | 1                     | 0                     | 23    | 1     |
| Sous-total            | Sous-total            | Sous-total            | 81          | 1           | 7                     | 2                     | 88    | 3     |
| 2022-2023             | FC Bourg-Péronnas     | National              | 25          | 1           | 1                     | 0                     | 26    | 1     |
| 2023-2024             | FC Bourg-Péronnas     | National 2            | 4           | 0           | 2                     | 0                     | 6     | 0     |
| Sous-total            | Sous-total            | Sous-total            | 29          | 1           | 3                     | 0                     | 32    | 1     |
| Total sur la carrière | Total sur la carrière | Total sur la carrière | 333         | 4           | 40                    | 2                     | 373   | 6     |

## Palmarès
Champion de France de Ligue 2 en 2019 avec le FC Metz